# SMA*
SMA* ili Pojednostavljeno memorijsko ograničenje A* je najkraći put algoritma zasnovan na A* algoritmu. Glavna prednost SMA* je da koristi ograničenu memoriju, dok algoritam A* treba eksponencijalnu memoriju. Sve ostale karakteristike SMA* su nasleđene od A*.

## Proces
Kao A*, obilazi odgovarajuće grane prema heuristici. Ono sto razlikuje SMA* je to da odseca čvorove čiji razvoj nije obećavajući. Ovaj pristup omogućava algoritmu da pretraži grane i da se vrati u prethodni čvor kako bi pretražio ostale grane.
Proširivanje i odsecanje čvorova je vođeno dvema vrednostima {\displaystyle f} za svaki čvor. Čvor {\displaystyle x} čuva vrednosti {\displaystyle f(x)} i uzima u obzir vrednosti puteva kroz čvor. Prioritet je veći za nižu vrednost. Kao u A* ova vrednost je inicijalizovana na {\displaystyle f(x)+g(x)}, ali će biti ažurirana u skladu sa promenama. Potpuno prošireni čvor će imati vrednost {\displaystyle f} koliku i naslednici. Pored toga, čvor skladišti {\displaystyle f} vrednost zaboravljenih naslednika. Ta vrednost je obnovljena ako zaboravljeni naslednici nisu obećavajući.

## Svojstva
SMA* ima sledeća svojstva:
- Radi kao istraživač, kao A*.
- Potpuno je ako je dozvoljena memorija dovoljna za skladištenje najuprošćenijeg rešenja.
- Optimalno je ako je dozvoljena memorija dovoljna za skladištenje najuprošćenijeg optimalnog rešenja, inače će vratiti najbolje rešenje koje se uklapa u okvir dozvoljene memorije.
- Izbegava ponavljanje stanja sve dok je memorija omogućena.
- Koristi sve raspoložive memorije.
- Proširenjem memorije će se ubrzati izvršavanje algoritma.
- Kada je na raspolaganju toliko memorije da staje celo stablo pretrage, izvršavanje ima optimalnu brzinu.

## Implementacija
Implementacija SMA* je slična onoj od A*, jedina razlika je u tome što ne ostavlja prostor s leva, menja čvorove sa najvećom vrednosti. Pošto se ti čvorovi brišu, SMA* takođe mora da zapamti najbolje zaboravljeno dete i čvora roditelja. Kada se istraže svi putevi do tog zaboravljenog puta, put se regeneriše.
Pseudo kod:
```
function
 
SMA
-
star
(
problem
)
:
 
path

  
queue
:
 
set
 
of
 
nodes
,
 
ordered
 
by
 
f
-
cost
;

begin

  
queue
.
insert
(
problem
.
root
-
node
)
;

  
while
 
True
 
do
 
begin

    
if
 
queue
.
empty

 
then
 
return
 
failure
;
 
//there is no solution that fits in the given memory

    
node
 
:=
 
queue
.
begin

;
 
// min-f-cost-node

    
if
 
problem
.
is
-
goal
(
node
)
 
then
 
return
 
success
;

    

    
s
 
:=
 
next
-
successor
(
node
)

    
if
 
!
problem
.
is
-
goal
(
s
)
 
&&
 
depth
(
s
)
 
==
 
max_depth
 
then

        
f
(
s
)
 
:=
 
inf
;
 

        
// there is no memory left to go past s, so the entire path is useless

    
else

        
f
(
s
)
 
:=
 
max
(
f
(
node
)
,
 
g
(
s
)
 
+
 
h
(
s
))
;

        
// f-value of the successor is the maximum of

        
//      f-value of the parent and 

        
//      heuristic of the successor + path length to the successor

    
endif

    
if
 
no
 
more
 
successors
 
then

       
update
 
node
-
s
 
f
-
cost
 
and
 
those
 
of
 
its
 
ancestors
 
if
 
needed

    

    
if
 
node
.
successors
 
⊆
 
queue
 
then
 
queue
.
remove
(
node
)
;
 

    
// all children have already been added to the queue via a shorter way

    
if
 
memory
 
is
 
full
 
then
 
begin

      
badNode
 
:=
 
shallowest
 
node
 
with
 
highest
 
f
-
cost
;

      
for
 
parent
 
in
 
badNode
.
parents
 
do
 
begin

        
parent
.
successors
.
remove
(
badNode
)
;

        
if
 
needed
 
then
 
queue
.
insert
(
parent
)
;
 

      
endfor

    
endif

    
queue
.
insert
(
s
)
;

  
endwhile

end

```